# Temporada 1949-50 de los Tri-Cities Blackhawks
La temporada 1949-50 fue la primera de los Tri-Cities Blackhawks en la NBA, tras jugar tres temporadas en la NBL. La temporada regular acabó con 29 victorias y 35 derrotas, ocupando el tercer puesto de la División Oeste, clasificándose para los playoffs, en los que perdieron en semifinales de división ante los Anderson Packers.

## Temporada regular
| División Oeste           | División Oeste | División Oeste | División Oeste | División Oeste | División Oeste | División Oeste | División Oeste | División Oeste |
| Equipo                   | G              | P              | %              | PD             | Casa           | Fuera          | Neutral        | Div            |
| ------------------------ | -------------- | -------------- | -------------- | -------------- | -------------- | -------------- | -------------- | -------------- |
| x-Indianapolis Olympians | 39             | 25             | .609           | -              | 24-7           | 12-16          | 3-2            | 8-11           |
| x-Anderson Packers       | 37             | 27             | .578           | 2              | 22-9           | 12-18          | 3-0            | 7-10           |
| x-Tri-Cities Blackhawks  | 29             | 35             | .453           | 10             | 20-13          | 6-20           | 3-2            | 8-9            |
| x-Sheboygan Redskins     | 22             | 40             | .355           | 17             | 17-14          | 5–22           | 0-4            | 5-12           |
| Waterloo Hawks           | 19             | 43             | .306           | 20             | 16-15          | 2–22           | 1-6            | 4-13           |
| Denver Nuggets           | 11             | 51             | .177           | 28             | 9-16           | 1–25           | 1-10           | 3-14           |

## Playoffs

### Semifinales de División
Anderson Packers - Tri-Cities Blackhawks
| Fecha       | Partido                                       | Ciudad   |
| ----------- | --------------------------------------------- | -------- |
| 21 de marzo | Anderson Packers 89, Tri-Cities Blackhawks 77 | Anderson |
| 23 de marzo | Tri-Cities Blackhawks 76, Anderson Packers 75 | Moline   |
| 24 de marzo | Anderson Packers 94, Tri-Cities Blackhawks 71 | Anderson |
|             | Anderson gana las series 2-1                  |          |

## Estadísticas
| Rk | Jugador          | Edad | P  | PT | MP | TC  | TCI  | %TC  | 3P | 3PI | %3P | TL  | TLI | %TL  | RO | RD | RT | AS  | RB | TAP | BP | FP  | PTS  |
| 1  | Mike Todorovich  | 26   | 51 |    |    | 4.5 | 14.4 | .315 |    |     |     | 4.5 | 6.2 | .736 |    |    |    | 3.7 |    |     |    | 3.6 | 13.6 |
| 2  | Jack Nichols     | 23   | 18 |    |    | 4.6 | 12.2 | .374 |    |     |     | 4.0 | 5.0 | .800 |    |    |    | 3.4 |    |     |    | 3.4 | 13.1 |
| 3  | Dike Eddleman    | 27   | 64 |    |    | 5.2 | 14.2 | .366 |    |     |     | 2.5 | 4.1 | .623 |    |    |    | 2.2 |    |     |    | 4.0 | 12.9 |
| 4  | Don Otten        | 28   | 46 |    |    | 3.6 | 9.8  | .366 |    |     |     | 4.9 | 6.8 | .717 |    |    |    | 1.6 |    |     |    | 3.9 | 12.1 |
| 5  | George Nostrand  | 26   | 1  |    |    | 5.0 | 10.0 | .500 |    |     |     | 2.0 | 5.0 | .400 |    |    |    | 1.0 |    |     |    | 1.0 | 12.0 |
| 6  | Billy Hassett    | 28   | 18 |    |    | 2.6 | 8.7  | .293 |    |     |     | 3.8 | 5.2 | .734 |    |    |    | 3.8 |    |     |    | 3.0 | 8.9  |
| 7  | Gene Vance       | 26   | 35 |    |    | 3.1 | 9.3  | .338 |    |     |     | 2.5 | 3.4 | .717 |    |    |    | 3.5 |    |     |    | 4.1 | 8.7  |
| 8  | Murray Wier      | 23   | 56 |    |    | 2.8 | 8.6  | .327 |    |     |     | 2.1 | 3.0 | .693 |    |    |    | 1.9 |    |     |    | 2.5 | 7.7  |
| 9  | Gene Englund     | 32   | 22 |    |    | 2.2 | 5.7  | .389 |    |     |     | 3.0 | 3.9 | .767 |    |    |    | 1.1 |    |     |    | 3.2 | 7.5  |
| 10 | Walt Kirk        | 25   | 32 |    |    | 2.1 | 7.4  | .280 |    |     |     | 3.1 | 4.2 | .737 |    |    |    | 1.9 |    |     |    | 2.9 | 7.2  |
| 11 | Jack Kerris      | 25   | 4  |    |    | 2.0 | 6.5  | .308 |    |     |     | 2.5 | 3.0 | .833 |    |    |    | 2.0 |    |     |    | 3.3 | 6.5  |
| 12 | Dee Gibson       | 26   | 44 |    |    | 1.8 | 5.6  | .314 |    |     |     | 2.9 | 4.0 | .718 |    |    |    | 2.9 |    |     |    | 2.6 | 6.4  |
| 13 | John Mahnken     | 27   | 36 |    |    | 2.4 | 8.9  | .266 |    |     |     | 1.5 | 2.1 | .697 |    |    |    | 1.8 |    |     |    | 4.1 | 6.2  |
| 14 | Warren Perkins   | 25   | 60 |    |    | 2.1 | 7.0  | .303 |    |     |     | 1.9 | 3.3 | .590 |    |    |    | 1.9 |    |     |    | 4.3 | 6.2  |
| 15 | Don Ray          | 28   | 61 |    |    | 2.1 | 6.6  | .323 |    |     |     | 1.7 | 2.4 | .698 |    |    |    | 1.0 |    |     |    | 2.4 | 6.0  |
| 16 | Dick Schulz      | 33   | 8  |    |    | 1.6 | 5.6  | .289 |    |     |     | 1.9 | 2.6 | .714 |    |    |    | 1.0 |    |     |    | 1.5 | 5.1  |
| 17 | Red Owens        | 24   | 26 |    |    | 1.6 | 5.3  | .307 |    |     |     | 1.5 | 2.3 | .678 |    |    |    | 1.2 |    |     |    | 2.5 | 4.8  |
| 18 | John Chaney      | 29   | 6  |    |    | 1.7 | 6.2  | .270 |    |     |     | 1.3 | 2.0 | .667 |    |    |    | 2.5 |    |     |    | 2.2 | 4.7  |
| 19 | Bill Henry       | 25   | 19 |    |    | 1.3 | 3.6  | .348 |    |     |     | 1.8 | 2.7 | .667 |    |    |    | 0.5 |    |     |    | 1.2 | 4.3  |
| 20 | Whitey Von Nieda | 27   | 26 |    |    | 1.5 | 4.5  | .345 |    |     |     | 1.1 | 1.8 | .630 |    |    |    | 1.4 |    |     |    | 1.8 | 4.2  |
| 21 | Mac Otten        | 24   | 12 |    |    | 1.0 | 2.8  | .353 |    |     |     | 1.3 | 1.8 | .682 |    |    |    | 0.9 |    |     |    | 2.3 | 3.3  |
| 22 | Gene Berce       | 23   | 3  |    |    | 1.7 | 5.3  | .313 |    |     |     | 0.0 | 1.7 | .000 |    |    |    | 0.7 |    |     |    | 2.0 | 3.3  |